# Cisterna
Cisterna je spremište (spremnik) tekućine. To spremište služi za prijevoz tekućina, kao što se npr. vagonicisterne rabe za prijevoz tekućina, poglavito nafte, željeznicom. No obično se pod cisternom razumijeva spremnik, u koji se slijeva i sprema kišnica u svrhu opskrbe vodom. Takva se cisterna u narodu naziva čatrnjom, gustirnom, gustijernom, gušternom, šternom i sl., a među tehničarima i nakapnicom. Ona dobiva vodu s naplova, koji tehničari zovu i sabirnom ili nakapnom površinom. 

## Područje gradnje
Ove se cisterne grade u krajevima, gdje u prirodi nema dovoljno podzemne vode, pa se narod mora služiti kišnicom. Kako se hrvatskim krajevima proteže najveće europsko područje krša (kras), na kojem ima obilje vode samo u pojedinim vodnim tokovima, a na širokim suhim područjima vlada potpuna nestašica podzemne vode, to je u Hrvatskoj mnogo češći objekt za opskrbu vodom nego u drugim zemljama.
Susrećemo je po čitavom području hrvatskoga krša, poglavito u Hrvatskom primorju, Dalmaciji, na otocima, u Gorskom kotaru, Lici i Hercegovini, a mnogo je ima i po Istri i Crnoj Gori. Na tom području ima cisterni još iz srednjeg vijeka, osobito po starim gradovima i samostanima. Medu njima ima upravo krasnih radova. Tako su dobro poznate one u Dubrovniku i okolici, a zacijelo najviše ona u klaustru dominikanskog samostana u Dubrovniku. 

## Tipovi
Sl. 1. prikazuje cisternu nekadašnjega samostana sv. Marije u Dubrovniku, koja je sagrađena u sklopu samih gradskih mira, a nacrt na sl. 9 cisternu nekadašnjeg samostana sv. Križa na Čiovu. Ove stare samostanske cisterne nalik su više ili manje na cisternu tkz. mletačkog tipa, koja ima građenu nepropusnu jamu otvorenu prema gore i ispunjenu pijeskom, a usred nje se nalazi zdenac, tako da se kišnica na putu u zdenac filtrira kroz pijesak. Takva cisterna obično nema odozgo nikakva pokrova, a kapacitet joj je razmjerno malen, jer pijesak zaprema i preko 60% prostora.
Naše su stare samostanske cisterne međutim obično pokrivene. Osim ovoga tipa nalazimo kod nas već među sredovječnima neispunjene cisterne, kojima je oblik prikazan na nacrtu sl. 3; takve su osobito javne cisterne, kao što je stara cisterna u Novalji na sl. 5 i u starim gradovima. Ovaj se najjednostavniji tip sačuvao sve do danas te se na žalost još uvijek gradi u različitim varijacijama. Slika 4 prikazuje dalmatinsku inačicu takve cisterne iz novijega doba u Marini. U nacrtu su cisterne okrugle ili četverouglaste. Kao naplov služe im obično krovovi (sl. 1 i 5), katkada posebne za to uređene površine (sl. 7), a kod privatnih pa i javnih cisterni čak i neuređeno tlo, pa i sami cestovni jarci. Sl. 6 predočuje jednu privatnu seljačku cisternu te vrsti iz blizine Zrmanje, a sl. 2 jednu sasvim otvorenu javnu cisternu s Grobničkog polja, koja se ne razlikuje znatnije od obične lokve. U rijetkim slučajevima grade se cisterne uz povremene izvore te se pune s izvora za vrijeme, dok na njemu teče voda. 
Suvremene cisterne grade se prema takozvanom američkom tipu, po kojem je uz cisternu ili u njoj zatvoren zdenac sa sisaljkom, a oko zdenca filtar od pijeska, dok preostali dio cisterne služi za nagomilavanje vode i ujedno kao taložnica. Dvije inačice ovoga tipa, kako su se kod nas već udomaćile, prikazane su na nacrtima slika 8 I 10. Četverouglastu cisternu toga tipa prikazuje primjer u Suhaji Petrovačkoj na sl. 7.
Suvremena cisterna mora ispuniti dvojak zadatak: l. osigurati dovoljnu količinu vode i 2. davati vodu besprijekorne kakvoće. Da se osigura dostatna količina, treba točno odrediti: broj stanovnika (s), koji će se služiti cisternom, godišn ji prirast stanovništva (m) u postotcima, rok od (n) godina, za koji se cisterna osniva, dnevnu potrošnju vode po stanovniku (q), ukupnu godišnju oborinu (o) i postotak oborine (p), koji s naplova dotječe u cisternu, jer malene kiše, rose i dio većih kiša ne dotječu s naplova u cisternu. 
Tada je koeficijent dotoka u cisternu
{\displaystyle {\text{k = p : 100}}\,\!}, a potrebna površina naplova {\displaystyle F=365\cdot s\cdot \left(1+{\frac {m}{100}}\right)^{n}\cdot {\frac {q}{o\cdot k}}}
Kad se odredi vrijednost za n, koja se uzima obično 30 ili 50 godina, ovisit će veličina naplava samo o vrijednostima k. q i o. 
Za k uzimaju neki autori vrijednosti od 0,5 do 0,9; u našoj praksi uzima se obično 0,8, no za taj izbor nema eksperimentalne podloge. Vrijednost veličine q ovisi u prvom redu o tome, postoji li osim cisterne još kakvo drugo vrelo vode za sporedne potrebe: pranje, čišćenje itd. Ako ne postoji, treba za q uzeti barem 20 l po stanovniku dnevno za piće, kuhanje, osobno pranje i pranje suđa; U krajevima niska standarda života može se ići i na manje, do 10 l. Kod nas se na žalost računa i s još manjim količinama: 6, 5 pa i 3 l po stanovniku dnevno. Konačno treba za o uzeti takvu vrijednost, da cisterna dobiva i u sušnim godinama dovoljne količine vede. Znanstveno opravdano i točno računa se za o po računu vjerojatnosti ona najmanja godišnja oborina. koja će nastupiti jednom u određenom broju godina: 30, 50, 100 ili dr. 
Budući da je takav način računa dosta dug i zahtijeva poznavanje metoda računa vjerojatnosti, to nije ušao općenito u našu praksu, a može se prilično pouzdano nadomjestiti tako, da se za o uzme najmanja zabilježena godišnja oborina iz niza opažanja kroz najmanje 25 godina. Nema li ombrometrijskih podataka za mjesto, za koje se projektira cisterna, treba upotrijebiti podatke najbliže ombrometrijske postaje sličnih oborinskih karakteristika uz potrebne modifikacije. 
U našoj se građevnoj praksi često čine dvije krupne pogreške: q se uzima ispod najnižega mogućeg minimuma, a za o se uzima srednja godišnja oborina. Posljedica je toga postupka, da su javne cisterne po našem kršu gotovo svake godine za vrijeme ljetne suše prazne. Zapremina same cisterne mora biti tolika da se iz nje može namirivati delicit kroz čitav onaj dio godine, u kojemu je potrošnja iz cisterne veća od dotoka u nju, kako je to grafički prikazano na dijagramu sl. 11. U našim se krajevima obično računa da to razdoblje traje 3 mjeseca u višim, a 4 mjeseca u nižim krajevima. te se cisterni daje ona zapremina, koja je jednaka potrošnji u tom vremenu.
Ovaj način nije znanstveno opravdan. Zapremina cisterne morala bi biti jednaka potrošnji u najdužoj suši, sračunatoj po računu vjerojatnosti iz ombrometrijskih podataka, razumijevajući pod sušom razdoblje od mjeseca, u kojemu se mjesečna oborina počinje smanjivati ispod potrošnje,
do mjeseca, u kojemu opet premaši potrošnju. Za valjanu opskrbu vodom iz cisterne nije zapremina toliko važna, koliko veličina naplova, pa se stoga može prihvatiti i manje točan račun zapremine uz uvjet, da je površina naplova izračunata za najgore sušne prilike.
Da se osigura besprijekorna kakvoća vode, treba onemogućiti blaćenje vode u samoj cisterni. To se postizava gradnjom sasvim zatvorene cisterne, iz koje se voda vadi zatvorenim mehanizmom. Cisterna se može smatrati zatvorenom, ako je sasvim nepropusna u svim svojim dijelovima i ako su joj svi otvori zatvoreni i osigurani protiv procjeđivanja vode u cisternu. Zatim treba onemogućiti dotok već zagađene vode s naplova. To se postizava gradnjom posebnih naplova glatkih i čistih površina te zaštićenih ogradom. Krovne površine ne odgovaraju u pravilu tome zahtjevu, jer se blate prašinom s cesta, čađom i izmetom ptica i mačaka. Konačno treba omogućiti automatsko čišćenje vode od nečisti, koju ona slučajno donosi sa sobom u cisternu. To se postizava predfiltrom, koji se uklapa u vod s naplova u cisternu, da sprječava ulaz krupnijih
stranih stvari; zato se gradi u malim dimenzijama iz krupna materijala i s filtrom od fina pijeska, koji se uklapa između cisterne i zdenca, kako to prikazuje slika 8.
Stare naše cisterne gradile su se od kamena u vapnu i crljenici; suvremene cisterne grade se ili od kamena u cementnom mortu ili od nabijena betona, ili od armirana betona. Potonji daje tehnički i opskrbno najbolju izvedbu. Stare su se cisterne pokrivale bačvastim svodom ili kupolom od kamena. što je statički nepovoljno te bi se one s vremenom razlabavile. Statički je povoljan suvremeni način pokrivanja armiranobetonskom pločom ili isto takvom kupolom. Unutarnje površine dna, zidova i stropa pokrivaju se nepropusnom cementnom žbukom. Filtri se prave od filtarskog pijeska debljine zrna ispod 1 mm, predfiltri od tučenca ili krupna šljunka. Naplovi se grade na očišćenim i izravnanim kosim površinama iz betonskih ploča, kojima su sudari i sastavci zaliveni asfaltnim kitom, a ograđuju se zidom od kamena na suho ili u mortu, koji se pokriva pločom s padom prema unutra. Na najnižoj točki naplova skuplja se voda i vodi u predfiltar, iz kojega dolazi u cisternu. Filtar se u cisterni smješta na suprotnoj strani od dovodnog voda; na taj način cisterna služi kao taložnica. Filtar se gradi za horizontalan smjer proticanja. Vertikalan protok je nepodesan, jer prva voda, koja navali u praznu cisternu, naglo prodire kroz filtar te ga razlabavi i u njemu stvori kanale, što se kod horizontalnog toka ne može dogoditi.
Valjanost spomenutih načela za projektiranje cisterne ispitao je za naše prilike na velikom broju različitih cisterni Dom narodnog zdravlja na Sušaku te došao do zaključka, da se iz urednih suvremenih zatvorenih cisterna s fitrom općenito dobiva čista i gotovo sterilna voda, jednaka najboljoj vodovodnoj; slabije je kakvoće voda iz zatvorenih cisterni bez filtra, dok otvorene cisterne daju često opasno nečistu vodu.

## Galerija
- Sl. 1. Cisterna na mirima Dubrovnika
- Sl. 2. Otvorena cisterna u Kastavštini
- Sl. 4. Cisterna u Marini
- Sl. 5. Stara cisterna u Novalji
- Sl. 6. Seoska cisterna u blizini Zrmanje
- Sl. 7. Suvremena cisterna u blizini Petrovca
- Sl. 8. Armatura cisterne
- Sl. 10. Cisterna od 100 m3 Gore uzdužni presjek, dolje poprečni presjek
- Bunar i cisterna u atriju franjevačkog samostana na Košljunu